# Klenovský Vepor
Klenovský Vepor (1338 m n. m.) je druhým nejvyšším vrcholem Veporských vrchů na středním Slovensku. Výrazný vrch sopečného původu má podlouhlý tvar, připomínající kančí hřbet (proto vepor – vepř).
Vrchol má zalesněný porostlý smrkovo-bukovo-jedlovým porostem, který je součástí přírodní rezervace Klenovský Vepor.
Vrch je přístupný po cestě, která je součástí turistické trasy zvané Rudná magistrála.
Geologicky je tvořen erozí odčleněným lávovým proudem pyroxénických andezitů (miocenních, bádenského stáří), pravděpodobně pocházejících z vulkanického centra v oblasti Tisovce.

## Přístup
- Po  značce z Klenovca
- Po  značce (Rudná magistrála) ze sedla Zbojská
- Po  značce z Troch Chotárov (834 2 m n. m.)

## Chráněné území
Klenovský Vepor je národní přírodní rezervace v oblasti Muráňská planina. Nachází se v katastrálním území obcí Klenovec a Čierny Balog v okresech Brezno, okrese Rimavská Sobota v Banskobystrickém kraji. Území bylo vyhlášeno či novelizováno v letech 1964, 1980, 2003 na rozloze 257,6437 ha. Rozloha ochranného pásma byla stanovena na 85,3888 ha.